# Monchy-Lagache
Monchy-Lagache är en kommun i departementet Somme i regionen Hauts-de-France i norra Frankrike. Kommunen ligger i kantonen Ham som tillhör arrondissementet Péronne. År 2022 hade Monchy-Lagache 574 invånare.

## Befolkningsutveckling
Antalet invånare i kommunen Monchy-Lagache
| Referens: INSEE |